# 蛇岛战役
蛇島戰役是2022年俄羅斯入侵烏克蘭期間發生在黑海島嶼蛇島上的一場戰役，以乌克兰获得最终胜利告终。

## 背景
蛇島是黑海上的一個島嶼，北鄰乌克兰南部海岸，地處烏國與羅馬尼亞領海交界。2004年至2009年間，兩國曾就週邊海域歸屬問題有所爭議，国际法院最終將多數海域劃予羅國。
2021年8月俄烏衝突期間，時任烏克蘭總統弗拉基米尔·泽连斯基在島上舉行記者會時表示：「這個島嶼與我們其他領土一般都是烏克蘭的土地，而我們會竭盡全力保衛它。」

## 過程

### 2月24日俄軍進攻
2022年2月24日，俄羅斯入侵烏克蘭。當日下午六時，烏國國家邊防局稱蛇島受到俄國海軍襲擊：莫斯科號巡洋艦與瓦西里·貝科夫號巡邏艦以AK-176艦炮向島嶼開火。
當俄軍船艦表明身分，要求駐紮在島上的烏國部隊投降時，烏方的罗曼·赫里博夫的回應是「俄羅斯軍艦，去你媽的」。這段對話首先由烏國政府官員安東·格拉先科發布，經《乌克兰真理报》報導廣泛流傳，之後並由烏國政府證實。此外，另有一名烏國軍人直播了俄國軍艦艦炮開火的情景。
傍晚時分，烏國國家邊防局表示與島上部隊失去聯繫。當日十時，國家邊防局宣布蛇島已被俄軍攻占，島上的基礎設施全遭俄國海、空軍炸毀。在轟炸行動以後，一支俄軍部隊空降蛇島，控制了島嶼。
烏方起初宣稱當時駐紮在蛇島上的13名邊防部隊人員拒絕向俄軍投降，全數陣亡。守军宁死不降的消息在互联网上传播，乌克兰总统泽连斯基随即授予13人乌国最高军事荣誉“乌克兰英雄”。但两天后，俄罗斯媒体发布“82名乌军士兵在蛇岛投降”的视频，这些士兵投降后，坐船到塞瓦斯托波尔并排队领取了食物和水。俄國國防部發言人伊戈爾·科納申科夫表示，這些俘虜已簽署協議，承諾不再對俄軍採取軍事行動，並將很快獲釋。27日，俄方又发布了一段采访视频，一名据称被俘虏的蛇岛士兵指责总统泽连斯基完全不知道岛上还有一支海军陆战队。乌克兰直到28日才证实俄罗斯的说法，乌克兰海军表示，蛇岛的82名乌克兰守军因弹药耗尽而被俘虏。由于岛上的通讯设施被俄军破坏后，使该岛通讯被切断，乌方根据最后获得的资讯一度推测士兵全部阵亡，因此曾错误发布了士兵阵亡的消息。
遭俘虜的蛇島的士兵經過戰俘交換已回到家鄉。3月末，烏克蘭切爾卡瑟州州長伊戈尔·塔布雷兹向駐守蛇島的士兵頒發公民榮譽勳章，罗曼·格里博夫親自領取公民榮譽勳章，州長塔布魯茲並大讚「他是我們烏克蘭人及切爾卡瑟人的典範」。

### 4月12日-7月4日烏克蘭反攻
4月12日，烏克蘭郵政總局推出蛇島紀念郵票，上頭是一名烏克蘭軍人對著俄國飛彈巡洋艦「莫斯科號」（Moskva）「豎中指」毫不畏懼，而在郵票背景中，黃色的土地與藍色的大海和天空剛好是烏克蘭國旗的顏色，並帶有著名標語：俄羅斯軍艦，去你媽的。 
巧的是，仅仅两天后，4月14日，莫斯科号导弹巡洋舰在附近海域沉没，艦上450名官兵下落不明，烏克蘭與美國皆稱莫斯科號是遭烏軍使用海王星反艦飛彈擊沉；俄國官方22日則稱「莫斯科號」的死亡人數為1人，另有27人失蹤，于是邮票狂銷熱賣500多萬套，其中一張郵票在一場在線慈善拍賣會上更以高達165,000美元的價格售出，並將籌集到資金捐贈給烏克蘭武裝部隊。
5月2日，两艘俄罗斯猛禽级巡逻艇在附近海域被击沉。
5月7日，乌克兰击沉一艘俄军黑海艦隊塞爾納級登陸艇。 同日，乌方发布的由拜卡「旗手」TB2無人機拍摄的影片显示，两架乌军Su-27战斗机低空接近并轰炸了岛上俄军占据的建筑物，引发了巨大的爆炸。
5月9日，一架俄軍Mi-8AMTSh直升机（蓝色92号）在蛇島進行夜間運補時，被乌克兰Bayraktar TB2无人机击毁，這是历史上首次以無人機擊落有人航空器的紀錄。
5月12日，俄罗斯Vsevolod Bobrov号后勤保障船在蛇岛被击中起火。
5月28日，烏克蘭國防部長列茲尼科夫表示，烏克蘭已開始收到來自丹麥的魚叉反艦飛彈以及美國提供的M777榴彈炮與M109自走炮，這些武器將可增強烏克蘭部隊的火力，對抗俄羅斯入侵。
6月17日， 俄军瓦西里·贝克号救援船被两枚魚叉反艦飛彈擊傷。
6月20日，俄羅斯證實，該國位於黑海的三座天然氣鑽井平台遭反艦飛彈襲擊，造成7人失蹤與3人受傷，外媒認為烏軍可能是使用丹麥援助的魚叉反艦飛彈，或是美援的海馬斯多管火箭系統進行攻擊。
6月30日， 乌军对蛇岛进行了新一轮的打击，蛇岛上多個地點被袭击后起火並且冒起了烟雾，乌军称观察到俄军乘坐两艘快舰苍惶撤退；随后俄军称，作戰任务已完成，为“释放善意”撤离蛇岛，表明俄军不會阻礙聯合國建立將農產品運出烏克蘭的通道。不到一天，烏克蘭軍方指責俄軍出動兩架戰機再次向蛇島發動攻擊，並且俄罗斯从圖-22M轟炸機上使用3枚Kh-55飛彈袭击该岛附近的港口城市敖德萨一个沿海城镇的一栋公寓楼和娱乐中心，造成至少19人死亡。俄罗斯对此宣称并未袭击乌克兰的平民区，并表示其空袭的重点是用于储存弹药和训练部队的建筑物。然而，没有证据表明袭击目标的建筑物被军方使用。乌克兰批评该袭击是俄军针对从蛇岛撤退的报复。总统泽连斯基与幕僚长安德烈·耶尔马克谴责俄罗斯为了应对在战场上的失败，转而向平民发动恐怖袭击，并指出俄方所谓的「释放善意」是其以前常使用的战术术语。
7月1日，乌克兰军队在一份声明表示，在18:00左右，俄罗斯空军的苏-30战斗机两次对蛇岛进行了白磷彈袭击。
7月4日，烏克蘭方面表示已重新控制蛇島。7月7日，乌克兰發布了三名士兵在蛇島上升起烏克蘭國旗的影片。俄国防部表示当地时间约凌晨5点，俄军发现几名乘摩托艇持乌克兰国旗的乌克兰登岛士兵并发动空军空袭，导弹致使一部分乌克兰军人陣亡，幸存者向敖德萨方向撤离。烏克蘭方面否認有人員傷亡，並表示俄羅斯的確朝蛇島發射了兩枚Kh-55飛彈，島上有一個碼頭損毀嚴重。

## 迴響
烏國部隊「俄羅斯軍艦，去你媽的」挑釁之言在全球瘋傳，成為烏克蘭人與其支持者的口號。英國《每週週刊》將此與十九世紀得克萨斯革命中流傳的口號「銘記阿拉摩（英語：Remember the Alamo）」做了對比。
戰役當日，澤倫斯基宣布授予13名邊防部隊人員烏國最高軍事榮譽「烏克蘭英雄」。
3月初，烏克蘭郵政局舉辦郵票設計比賽，號召參賽者設計郵票，以表明烏克蘭人誓死守護家園的決心，勝出者的設計將會被應用在新款郵票上。比賽最終由藝術家 Boris Groh 以名為「Russian warship, go f**k yourself!」獲得1,700票脫穎而出，新款郵票描繪一名烏克蘭士兵向俄羅斯的船艦舉起中指，而背景就採用藍色大海和黃色的陸地，象徵著烏克蘭國旗。烏克蘭總統澤連斯基日前和新款郵票合照，上載至社交媒體IG，貼文中指烏克蘭保衛者堅定不移的象徵，將正式出現在郵票上。
蛇岛纪念邮票发售后次日，俄黑海艦隊旗艦莫斯科號遭乌克兰武装部队發射的2枚烏製海王星飛彈擊沉。
4月22日，乌克兰邮政局宣布计划再推出两款新的邮票，新邮票名為「Russian warship ... DONE」，并打上大大的标语「DONE」，以呈现莫斯科号的当前状态。